# Hochschule für Musik und Theater „Felix Mendelssohn Bartholdy“ Leipzig
Uniwersytet Muzyczny i Teatralny Feliksa Mendelssohna-Bartholdyego w Lipsku (Hochschule für Musik und Theater „Felix Mendelssohn Bartholdy” Leipzig) – najstarsza uczelnia muzyczna w Niemczech założona w 1843 r. przez Felixa Mendelssohna jako „Conservatorium der Musik” (Konserwatorium Muzyczne). W jej skład wchodzi Instytut Muzyki Kościelnej założony w 1919 roku przez Karla Straubego. W 1992 została połączona z najstarszą niemiecką uczelnią teatralną.

## Historia
Felix Mendelssohn-Bartholdy założył Konserwatorium Muzyczne w Lipsku 2 kwietnia 1843 roku. Przedsięwzięcie ufundował sędzia Sądu Najwyższego Królestwa Saksonii Heinrich Blümner (1765–1839), który wyłożył na ten cel dwadzieścia tysięcy talarów. Kadrę wykładowców stanowili muzycy lipskiej Orkiestry Gewandhaus prowadzonej wówczas przez Felixa Mendelssohna. Łączenie tych funkcji było praktykowane do 1990 roku. W 1876 roku zmieniono nazwę uczelni na Królewskie Konserwatorium Muzyczne w Lipsku (Königliches Konservatorium der Musik zu Leipzig) i zbudowano dla niej siedzibę przy Grassistraße 8. Budynek został zbudowany w latach 1885–1887 według projektu architekta Hugo Lichta. Fundatorem był patolog lipski Justus Radius.
W 1924 roku Królewskie Konserwatorium zostało przemianowane na Krajowe konserwatorium Muzyki w Lipsku (Landeskonservatorium der Musik zu Leipzig).
8 czerwca 1941 zmieniono nazwę uczelni na Państwowy Uniwersytet Muzyczny. Z powodu działań wojennych zajęcia dydaktyczne zostały wstrzymane w ostatnim roku wojny.
W 1946 roku uczelnia została przemianowana na „Akademię Felixa Mendelssohna”, zaś 4 listopada 1972 na Hochschule für Musik Felix Mendelssohn Bartholdy.
10 kwietnia 1992 r. decyzją rządu krajowego połączono ją ze Szkołą Teatralną Hansa Otto, która jest najstarszą tego typu placówką w Niemczech.

## Wybrani absolwenci
- Edvard Grieg (1843–1907), kompozytor norweski
- Leoš Janáček (1854–1928), kompozytor czeski
- Isaac Albéniz (1860–1909), hiszpański kompozytor i pianista
- Ferruccio Busoni (1866–1924), włoski pianista i kompozytor
- Günther Ramin (1898–1956), niemiecki organista i dyrygent
- Helmut Walcha (1907–1991), niemiecki organista i klawesynista
- Karl Richter (1926–1981), niemiecki organista, klawesynista, dyrygent